# Bracon ochropus
Bracon ochropus är en stekelart som beskrevs av Christian Gottfried Daniel Nees von Esenbeck 1834. Bracon ochropus ingår i släktet Bracon och familjen bracksteklar.

## Underarter
Arten delas in i följande underarter:
- B. o. neesi
- B. o. ochropodis